# Alticola roylei
Alticola roylei là một loài động vật có vú trong họ Cricetidae, bộ Gặm nhấm. Loài này được Gray mô tả năm 1842.